# Club Náutico El Perelló
El Club Náutico El Perelló se sitúa en Av. El Pantano, 1 CP:46420,en la EATIM de Perelló ,en el municipio de Sueca, en la provincia de Valencia (España). Cuenta con 191 amarres en agua y sobre 150 en tierra , para una eslora máxima permitida de 12 metros, siendo su calado en bocana de 1,8 m. Se planea hacer una ampliación a 327 amarres en agua.

## Historia
- Fue fundado en 1970, ha tenido varias ampliaciones desde su creación.
- Actualmente se está proponiendo un ampliación que tendría las siguientes consecuencias: La ampliación de la bocana del puerto permitirá la operatividad de una flota de más envergadura. De hecho se prevé un total de 327 amarres frente los 191 actuales. Así, de los nuevos 136, más de un centenar serán para embarcaciones de más de 10 metros, unas medidas ahora prohibitivas para el puerto perellonero. Este aumento de la capacidad será posible tras unas obras que supondrán una ampliación de más de 10 000 m² . Para ello, el actual edificio destinado a oficinas y club social, así como la piscina anexa será derruido para posteriormente habilitar una explanada de hormigón junto a la bocana del puerto. También se prolongará el paseo marítimo existente a lo largo del nuevo dique de cierre, integrándose con el paseo ya existente. Todo ello posibilitará que se consiga una superficie de agua abrigada de más de 39.000 metros cuadrados frente los 33.000 actuales. La superficie de tierra pasará de poco de 7000 m² a más de 11 000, además de conseguirse un aumento de superficie de paseo marítimo de 985 m².

El nuevo local social ocupará dos plantas, dispondrá de 61 plazas de aparcamiento y tendrá, tal y como figura en el proyecto, un acceso rodado y peatonal. Incluso está prevista la habilitación de un aula para impartir clases de vela u otro tipo de actividades náuticas. Las obras cuentan inicialmente con un presupuesto que supera los ocho millones de euros y, por el momento, el proyecto ha sido remitido al Ayuntamiento de Sueca para su exposición pública.

## Accesibilidad y Relación puerto-entorno natural
- Su localización se encuentra en el mismo pueblo de Perelló a 12 y 25 kilómetros de Cullera y Valencia capital respectivamente conectando con este último mediante una nacional de un carril por sentido. Está situado a 35 km del aeropuerto de Manises a 23 km del puerto de Valencia y a 44 km del puerto de Gandía.

- Pequeñas embarcaciones de recreo conviven a la perfección con las de pesca en esta dársena ubicada en uno de los tres canales que unen la Albufera con el mar, lo que le proporciona un encanto especial. En su entorno se puede destacar el parque natural de la Albufera, El Parador Nacional del Saler con su Campo de Golf y la Montañeta Dels Sants desde donde se divisa todo el parque natural de la Albufera. El pueblo de Perelló cuenta con los servicios y comercios habituales de un pueblo de 2000 habitantes. El Club Náutico Perelló fijó aquí sus instalaciones aprovechando uno de los canales que unen la Albufera con el mar. El puerto no se distingue fácilmente desde el mar, pues queda mimetizado entre las casas y la breve escollera, casi perpendicular a la costa. Sin embargo, al navegante que proceda de Valencia le bastara calcular unas diez millas y fijarse en unos edificios altos que destacan justo detrás del puerto.

## Información técnica
- m² de superficie en tierra: 7000 m²
- m² de superficie abrigada: 33000 m²
- Tipología: diques talud de escollera
- Diques de abrigo: en total tiene dos diques. El dique norte de 140 metros y el dique sur – sur interior (en forma de L) con una longitud de 30 – 40 m.

Profundidad al pie de dique: 9,5 m aproximadamente.
- Muelles y pantalanes existentes: 8 pantalanes. Longitud aproximada de 170 metros.
- Características de los muelles y pantalanes: Calado de cada obra de atraque 1.8 metros. Longitud de cada obra de atraque 5 pantalanes de 25-30 m y 3 pantalanes de 20 m.
- Tipología de obra de atraque: pantalán de hormigón, rígido con vigas de fondo.

## Instalaciones
- Dispone de servicio de Combustible, Agua, Electricidad, 2 Grúas de 12 y 3 toneladas respectivamente, balizamiento, Radio VHF Canal 9 (156.450 MHz), carenaje, recogida de aceites, remolcador, vigilancia 24 h, recogida de enseres, duchas, sistema contra fuegos, información meteorológica, varadero, escuela de vela, muelle de espera, aparcamiento y rampa.
- El club cuenta con zona social, restaurante, aseos, locales comerciales, talleres, cafetería y piscina.